# Cashis
Cashis (* 10. Oktober 1982 in Chicago, häufig auch Ca$his, bürgerlich Ramone Johnson) ist ein US-amerikanischer Rapper, der von 2006 bis 2011 bei Eminems Label Shady Records unter Vertrag stand. Johnson ist in Chicago geboren und in Irvine in Kalifornien aufgewachsen.

## Leben und Wirken
Cashis hatte eine Rap-Gruppe, die sich „The Renegadez“ nannte, gemeinsam mit H-Long und Monique. Die Gruppe schickte ein Demo-Tape zu Shady Records, aber nur Cashis wurde unter Vertrag genommen.
Johnson war zum ersten Mal 2006 auf dem Label-Sampler Eminem Presents: The Re-Up zu hören, auf dem er zwei Solo-Songs (Everything Is Shady, Talkin’ All That) rappte, zudem wirkte er bei vier weiteren Titeln mit. Die Single-Auskopplung You Don’t Know machte Cashis national etwas bekannter. Im Mai 2007 veröffentlichte er die EP The County Hound EP mit acht Songs. Eminem fungierte dabei als ausführender Produzent.
Nach der Trennung von Shady Records im Jahr 2011 veröffentlichte er die Alben The Art of Dying, The County Hound 2 und Euthanasia, die allesamt ohne Charterfolg blieben.

## Diskografie

### Alben
- 2012: The Art of Dying
- 2013: The County Hound 2
- 2014: Euthanasia
- 2015: The County Hound 3
- 2015: Euthanasia 2
- 2016: Shady Capo
- 2016: Ca-$

### EPs
- 2007: The County Hound EP
- 2011: The Vault
- 2012: The Vault 2
- 2014: Bogish Boy Vol.1

### Kollaborationen
- 2006: Eminem Presents: The Re-Up

### Mixtapes
- 2006: Bogish Boy Vol. 1
- 2007: Bogish Boy Vol. 2
- 2008: Bogish Boy 300
- 2008: Bogish Boy Vol. 4: Incase You Forgot
- 2008: All Eyez on Me
- 2008: Global Warning 3
- 2008: Homeland Security (mit Young De)
- 2008: Blacc Jesus
- 2009: Bogish Boy Vol. 5
- 2010: The Re-Introduction of a Dope Artist
- 2011: Rooftop Series Vol.1
- 2012: Church on the Move
- 2012: Loose Cannon
- 2014: OG & Green Tea
- 2015: I’m Getten Mine

### Singles
- 2006: You Don’t Know (mit Eminem, 50 Cent und Lloyd Banks)
- 2007: Jimmy Crack Corn (Vocal Remix) (mit Eminem)
- 2007: Lac Motion